# Synagoge El Tránsito

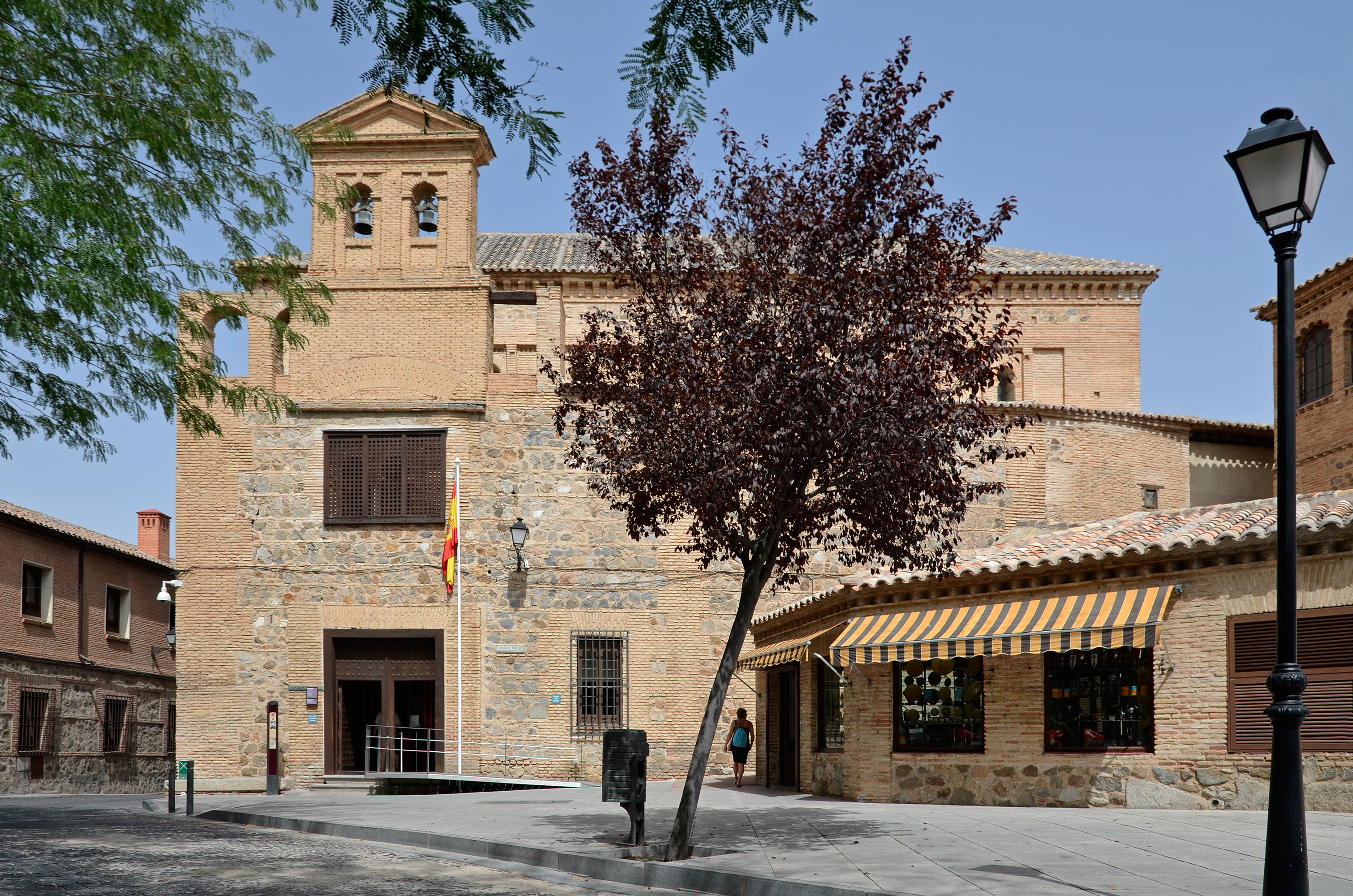
Synagoge El Tránsito

Die Synagoge El Tránsito steht im ehemaligen Judenviertel der spanischen Stadt Toledo. Sie wird auch Synagoge Samuel ha-Levi Abulafia genannt nach dem Schatzmeister König Peters I. von Kastilien, der sie 1356/57 erbauen ließ. Seit 1964 befindet sich in der ehemaligen Synagoge das Museo Sefardí, ein Museum zur Geschichte der Juden in Spanien.

## Geschichte
Von den zehn Synagogen des ehemaligen Judenviertels (Judería) der Stadt sind nur Santa María la Blanca und El Tránsito erhalten geblieben. Peter I. erlaubte ihren Bau aus Dankbarkeit gegenüber den Toledaner Juden für ihre Treue und Unterstützung im Kampf gegen seinen Halbbruder Heinrich von Trastámara. Nach der Vertreibung der Juden aus Spanien 1492 wurde die Synagoge dem Calatravaorden übergeben, der sie in ein dem Heiligen Benedikt gewidmetes katholisches Gotteshaus umwandelte. Im 17. Jahrhundert wurde der Name der Kirche in Nuestra Señora del Tránsito geändert: Der Name leitet sich vom Gemälde El Transito de la Virgen von Juan Correa de Vivar ab, das dort untergebracht ist. Seit 1877 steht das Gebäude unter Denkmalschutz.

## Gebäude
Das Gebäude auf rechteckigem Grundriss besitzt eine bemerkenswerte Mudéjar-Innendekoration und eine kunstvolle Artesonado-Decke aus Zedernholz. An den Seitenwänden verläuft ein Fries mit Wappen Kastiliens und hebräischen Schriftzeichen. An der Südwand befindet sich die Frauenempore mit eigenem Eingang.

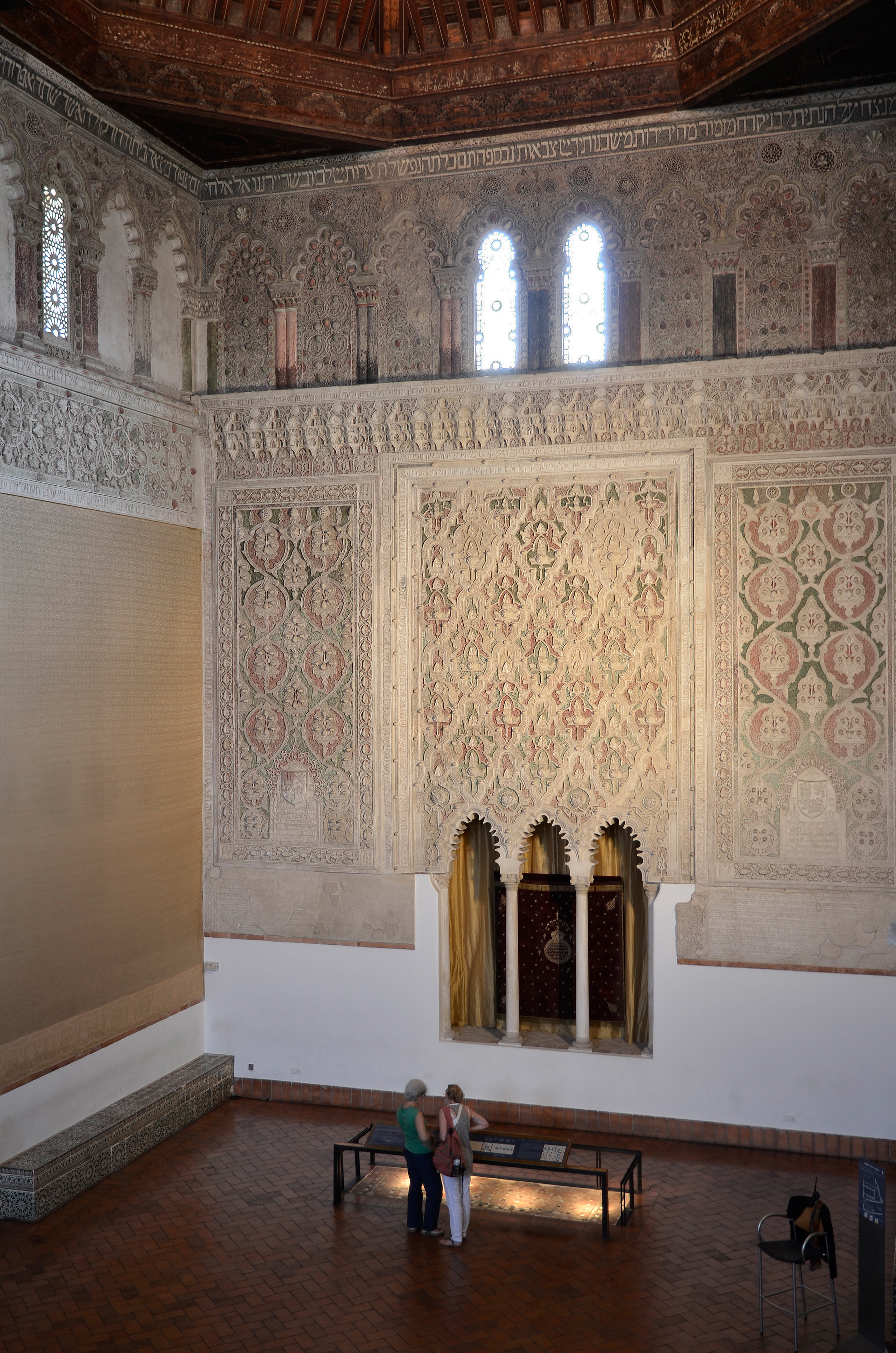
Toraschrein
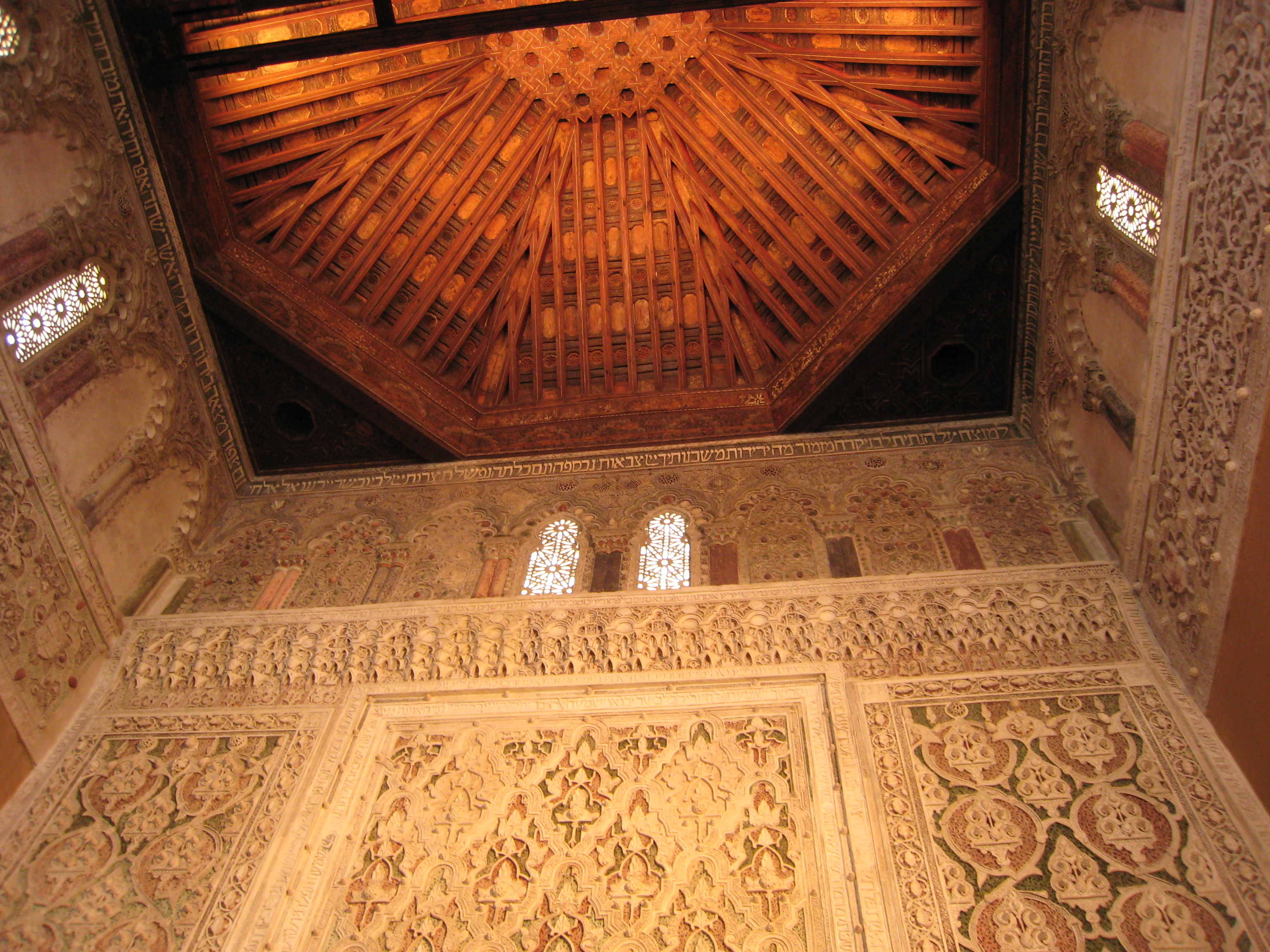
Artesonado-Decke
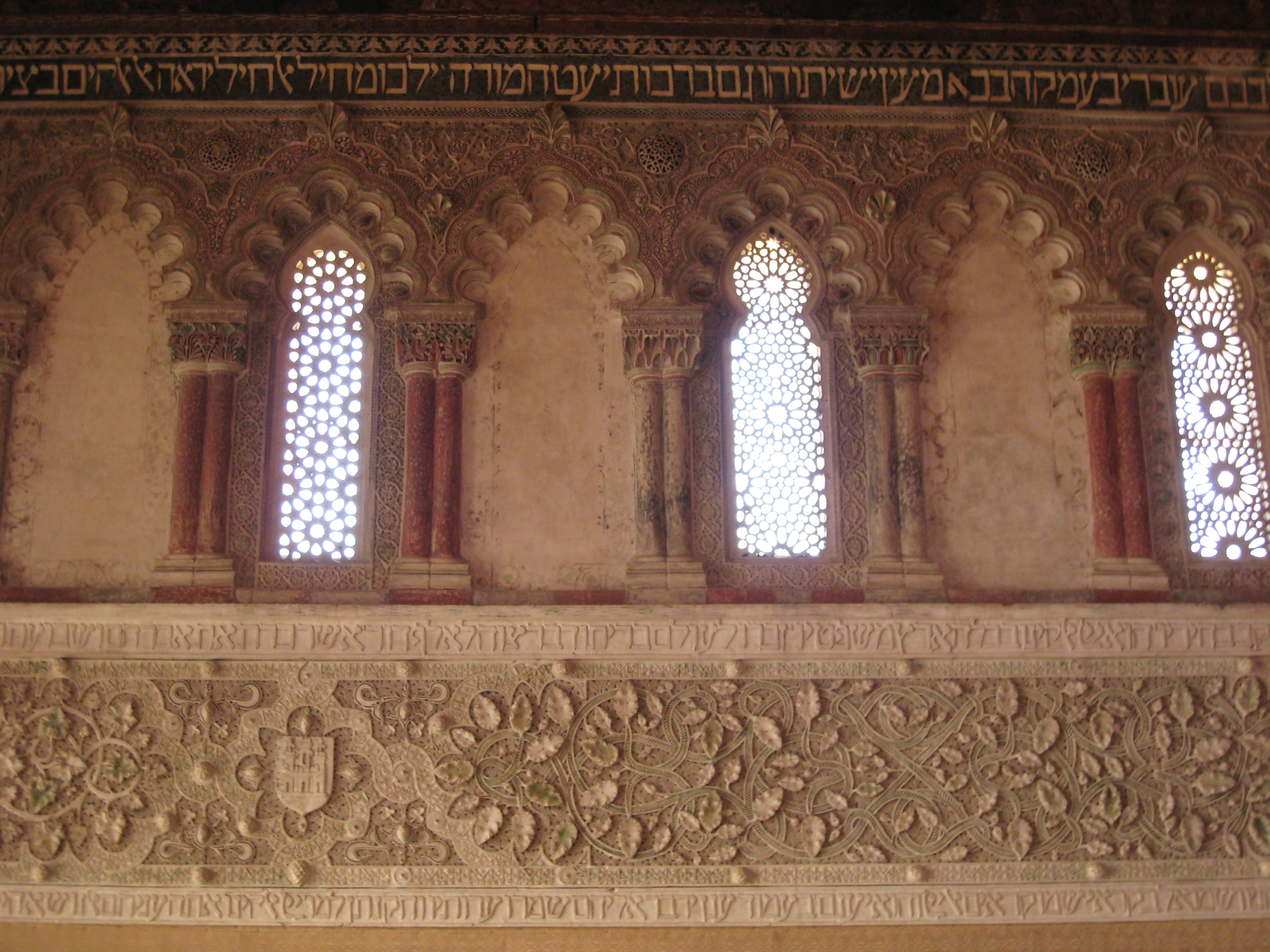
Wandverzierung
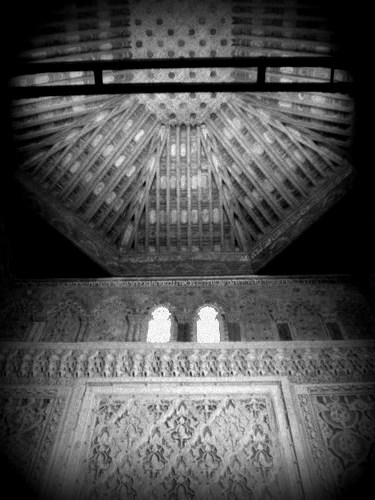
Innenraum